# 친롄
친롄(欽廉)은 광시 좡족 자치구 해안지대를 가리키는 중국의 지명이다.

## 명칭
친롄(欽廉)은 친저우시와, 허푸현(롄저우)에서 따왔다. 한때 광시 지역의 일부였으나, 오랫동안 광둥성 밑에 있다가 중화인민공화국 수립 이후 광시 좡족 자치구로 편입되었다.

## 산업 및 교통
베이하이시 , 친저우시 , 팡청강시는 통킹만(베이부만)의 항구도시이며, 서강(시장강) 수계인 나머지 광시 지역과 해안을 잇는 핑루 운하가 건설중이다.

## 출신 인물
- 류융푸
- 풍자재

## 같이 보기
- 친롄 웨어